# Pseudoparanaspia laticornis
Pseudoparanaspia laticornis är en skalbaggsart som beskrevs av Hayashi 1977. Pseudoparanaspia laticornis ingår i släktet Pseudoparanaspia och familjen långhorningar. Inga underarter finns listade i Catalogue of Life.